# Subindeks giełdowy
Subindeks giełdowy – jest to indeks giełdowy obliczany dla spółek należących do określonego sektora gospodarki.
Subindeks giełdowy pozwala ocenić efektywność inwestowania w ów sektor. W portfelu subindeksów znajdują się te same pakiety, co w indeksie głównym, ale wyselekcjonowane dla danego sektora.

## SubindeksyWIG
GPW oblicza następujące subindeksy:
- WIG-banki (od 31 grudnia 1998)
- WIG-budownictwo (od 31 grudnia 1998)
- WIG-chemia (od 19 września 2008)
- WIG-deweloperzy (od 18 czerwca 2007)
- WIG-energia (od 4 stycznia 2010)[1]
- WIG-informatyka (od 31 grudnia 1998)
- WIG-media (od 31 grudnia 2004)
- WIG-paliwa (od 31 grudnia 2005)
- WIG-spożywczy (od 31 grudnia 1998)
- WIG-surowce (od 28 lutego 2011)
- WIG-telekomunikacja (od 31 grudnia 1998)